# Таня Бошкович
Таня Бошкович (27 червня 1953, Белград, СФРЮ) — югославська та сербська акторка театру та кіно. Закінчила Факультет драматичного мистецтва (Белград).

## Біографія
Народилась 1953 року в Белграді у родині директора середньої школи. Проживала та навчалась в Аранджеловаці та, впродовж короткого часу, у Нью-Йорку.
Після закінчення Факультету драматичного мистецтва Белградської академії почала зніматись у кіно. Першою її головною роллю стала роль у фільмі «Кошава» (1974), того ж року зіграла в серіалі «Дика полуниця».
Від 1986 року активно грає в театрі «Ательє 212». Окрім того, брала участь у сербській версії шоу «Танці з зірками».

## Вибрана фільмографія
| Рік  | Назва                   | Роль       | Примітки |
| ---- | ----------------------- | ---------- | -------- |
| 2000 | Війна наживо            | міністерка |          |
| 1988 | Маніфест                | Олімпія    |          |
| 1983 | Балканський експрес     | Лілі       |          |
| 1980 | Майстри, майстри        | Боса       |          |
| 1978 | Окупація у 26 картинках | Піна       |          |